# Gerald Levinson

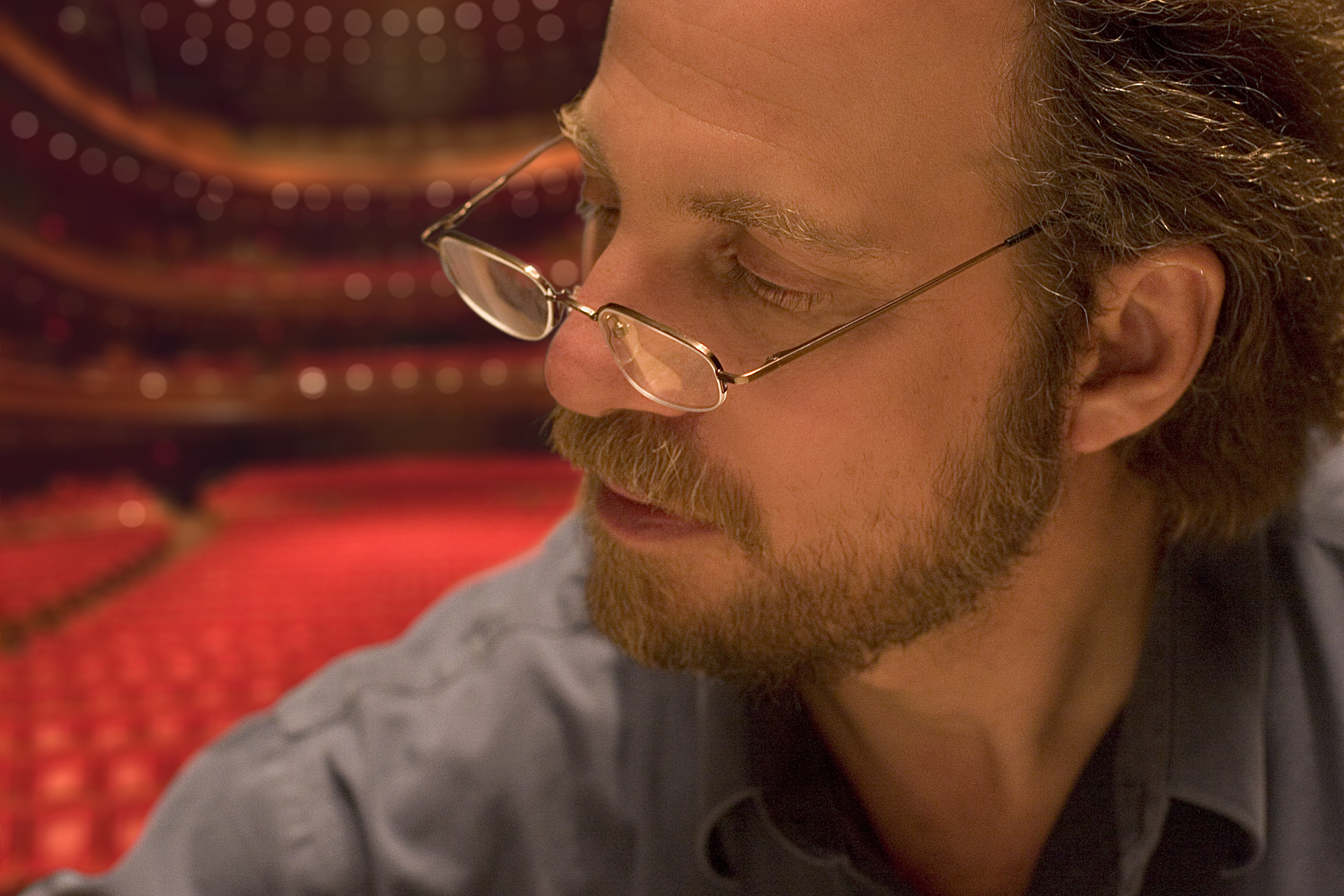
Gerald Levinson

Gerald Levinson (* 1951 in Connecticut) ist ein US-amerikanischer Komponist.
Levinson studierte bei George Crumb, George Rochberg und Richard Wernick an der University of Pennsylvania, bei Ralph Shapey an der University of Chicago und bei Olivier Messiaen am Conservatoire de Paris. Danach arbeitete er als Assistent und Übersetzer für Messiaen. Seit 1977 ist er Professor für Musik am Swarthmore College. 1979-80 und 1982-82 studierte er auf Bali als Henry Luce Foundation Scholar bzw. Guggenheim Fellow balinesische Musik.
1990 erhielt Levinson den Academy Award für Musik der American Academy of Arts and Letters. 1997 zählte er mit seiner Komposition Five Fires, die von der BBC international gesendet wurde, zu den Semifinalisten des internationalen Kompositionswettbewerbes von London. Mit dem gleichen Werk gewann Levinson 1998 den Prix International Arthur Honegger de Composition Musicale.
Levinsons 2. Sinfonie, ein Auftragswerk der Koussevitzky Foundation, wurde 1995 durch das Los Angeles Philharmonic Orchestra unter Leitung von Sir Simon Rattle uraufgeführt. Für das Inaugurationskonzert Christoph Eschenbachs als Leiter des Philadelphia Orchestra 2003 komponierte er das Orchesterwerk Avatar. Zur Einweihung der Fred-J.-Cooper-Memorial-Orgel im Kimmel Center for performing arts entstand 2006 Toward Light.

## Werke
- Bronze Music für Blasorchester
- Quintet for Piano and Strings, "O alter Duft…"
- Light dances / stones sing, Musik für 18 Spieler
- Suono Oscuro für großes Orchester
- In Dark (Three poems of the night) für Sopran und sieben Spieler, 1972
- Odyssey für Flöte solo, 1973
- Duo: Winds of Light für Violine und Klavier, 1973
- Sky Music für 13 Spieler, 1974-75
- Trio für Klarinette, Cello und Klavier, 1976
- Two Poems für großes Orchester, 1976, 1977
- From Erebus and Black Night für Englisch Horn und Orchester, 1979
- Black Magic/White Magic in 12 Short Movements für Sopran und sieben Spieler, 1981
- For the Morning of the World Suite für Kammerorchester, 1983
- Anahata: Symphony No. 1, 1984-86
- Fanfare (for Boyd Barnard) für zwei Trompeten, 1985
- Morning Star, Choral für Klavier zu vier Händen, 1988
- Dreamlight für Cello, Klavier und Perkussion, 1990
- Sea Changes, 1990-91
- Symphony No. 2, 1992-94
- Five Fires für Orchester, 1995
- Consolation für Stimme und Klavier, 1997
- Time and the Bell… für Soloklavier und Kammerensemble, 1998
- Here of amazing most now, zwölf Instrumentalminiaturen zu Ehren von George Crumbs 70. Geburtstag, 1999
- Mountain Light für Blasorchester, 2000
- Ragamalika, vier Stücke für Klavier, 2001
- At the Still Point of the Turning World, There the Dance Is für Kammerensemble, 2002
- Avatar für Orchester, 2003
- Toward Light für Orgel und Orchester, 2006